# Линь Фэнцзяо
Линь Фэнцзя́о (кит. трад. 林鳳嬌, пиньинь Lín Fèngjiāo), родилась 30 июня 1953 года, также известная как Джоан Линь (англ. Joan Lin) — бывшая тайваньская актриса и жена Джеки Чана.

## Биография
Линь Фэнцзяо родилась 30 июня 1953 года на Тайване в уезде Тайбэй (сейчас это место находится на территории Тайбэя). Она была вторым ребёнком, всего было пятеро детей, четыре дочери и один сын. Детство Линь было не из легких. Жили они крайне бедно. Из-за этого она бросила школу в 12 лет и пошла работать на ферму.
В 1972 году, в возрасте 19 лет, Линь Фэнцзяо снялась в своем первом фильме «Герой Чиу Чоу», фильме о кунг-фу . Многие из её фильмов основаны на романах Цюн Яо.
Линь вместе с Чарли Чином, Чин Ханом и своей сестрой Бриджит Линь были самыми известными в тайваньской и гонконгской киноиндустрии в 1970-х годах. Названные СМИ «Двое Цинь и двое Линь» (二 秦二林), они были известны в главных ролях в нескольких кассовых хитах, многие из которых были адаптацией романов Цюн Яо .
В 1979 году она получила звание Лучшей ведущей актрисы на 16-й церемонии вручения премии «Золотая лошадь» за выступление в «The Story of a Small Town» . За свою 10-летнюю карьеру Линь Фэнцзяо снялась в более чем 70 фильмах.
Успех ей принесла работа в картине «The Story of a Small Town». Линь сыграла молодую немую женщину, в которую влюбляется главный герой, только что вышедший из тюрьмы. Драма также завоевала премию «Золотая лошадь» как лучший фильм.
Все эти события привели к тому, что Линь Фэнцзяо зарекомендовала себя одной из лучших актрис той эпохи. Но на пике карьеры женщина исчезла с больших экранов, чтобы после замужества посвятить себя семье. Только в 2012 году в её фильмографии появился знаменитый комедийный боевик «Доспехи бога — 3», снятый Джеки Чаном. Он играет в картине главную роль — бойца по прозвищу Азиатский ястреб, а Линь сыграла его супругу.

## Личная жизнь
Линь Фэнцзяо познакомилась с актёром из Гонконга Джеки Чаном в январе 1981 года, и они тайно поженились в Лос-Анджелесе в 1982 году. Их единственный ребёнок, Джейси Чан, родился на следующий день после того, как они поженились. С тех пор Линь Фэнцзяо ушла из киноиндустрии.

## Награды и номинации
| Year | Award             | Category       | Nominated work            | Result    |
| ---- | ----------------- | -------------- | ------------------------- | --------- |
| 1978 | 15 Золотая лошадь | Лучшая актриса | He Never Gives Up         | Номинация |
| 1979 | 16 Золотая лошадь | Лучшая актриса | The Story of a Small Town | Победа    |